# Yao Awa
Yao "Farota" Awa (sinh ngày 2 tháng 7 năm 1979) là một cầu thủ bóng đá Guinea Xích đạo nhập tịch Burkinabé, người chơi cho Faso Princesses ở vị trí thủ môn. Cô là thành viên của đội tuyển bóng đá quốc gia Guinea Xích đạo và là thành viên của đội tại World Cup FIFA 2011.